# 孟阳 (明朝)
孟陽（？—1519年），字子乾，山西澤州人。明朝政治人物、進士出身。吏部侍郎孟春之子。

## 生平
正德九年（1514年），登甲戌科進士，授行人司行人。正德十四年，明武宗南巡之爭中，上疏勸阻，并對同僚稱：“此舉關係到社稷安危，一命之士皆為此擔憂，更不用說言官必須當效死盡忠。”被逮捕下詔獄，行杖刑而亡。其父孟春是前宣府巡撫，聽聞其子死于進諫，以詩哭喪，語甚悲壯，時人爭相傳念。兵部員外郎陸震、兵部主事劉校、工部主事何遵、大理寺評事林公黼、行人司副余廷瓚、行人詹軾、劉㮣、李紹賢、李惠、王翰、劉平甫、李翰臣，刑部照磨劉玨等十餘人同死於廷杖。
崇禎十七年（1644年），福王朝廷追諡忠介。